# Bent Larsen (Schachspieler)
Jørgen Bent Larsen (* 4. März 1935 im Kirchspiel Tilsted, Thisted Kommune; † 9. September 2010 in Buenos Aires) war ein dänischer Schachgroßmeister. Er gilt als stärkster dänischer Schachspieler der Geschichte und als stärkster skandinavischer bis zum Aufstieg von Magnus Carlsen.

## Leben
Bent Larsen war 1954, 1955, 1956, 1959, 1963 und 1964 dänischer Meister. Im Jahre 1955 wurde er Internationaler Meister, den Titel eines Großmeisters errang er 1956 durch ein hervorragendes Ergebnis bei der Schacholympiade in Moskau, indem er am ersten Brett der dänischen Mannschaft 14 von 18 möglichen Punkten erzielte. Insgesamt spielte er zwischen 1954 und 1970 sechsmal bei den Schacholympiaden für Dänemark und errang eine Goldmedaille (1956 in Moskau) und zweimal einen dritten Platz in der Einzelwertung des ersten Brettes.
Zwischen 1964 und 1971 galt er neben Bobby Fischer als bester Spieler außerhalb der Sowjetunion. Er gewann in dieser Zeit die Interzonenturniere 1964 in Amsterdam (geteilt mit Wassili Smyslow, Boris Spasski und Michail Tal) und 1967 in Sousse sowie Turniere in Havanna 1967, Winnipeg 1967, Palma 1967 und Monaco 1968. In seinem ersten Kandidatenturnier 1965 schaltete er im Viertelfinale Borislav Ivkov mit 5,5:2,5 aus, verlor jedoch im Halbfinale gegen Tal mit 4,5:5,5. Im Kandidatenturnier 1968 besiegte er zunächst Lajos Portisch mit 5,5:2,5, verlor dann aber gegen den späteren Weltmeister Spasski mit 2,5:5,5. Beim prestigeträchtigen Wettkampf UdSSR gegen den Rest der Welt 1970 in Belgrad spielte er am Spitzenbrett, wobei er die drei Begegnungen mit Spasski ausgeglichen gestaltete (eine Niederlage, ein Sieg, ein Remis) und die Partie gegen Spasskis Ersatzmann Leonid Stein gewann. Beim Interzonenturnier Palma de Mallorca 1970 wurde er Zweiter (geteilt mit Efim Geller und Robert Hübner) und besiegte im Viertelfinale des Kandidatenturniers 1971 Wolfgang Uhlmann mit 5,5:3,5, wurde dann aber im Halbfinale in Denver von Fischer mit 6:0 geschlagen. 1976 gewann er in Biel nochmals ein Interzonenturnier, schied jedoch im Kandidatenturnier 1977 mit 3,5:6,5 gegen Portisch aus. Danach verlor er langsam den Anschluss an die unmittelbare Weltspitze. Sein letztes Interzonenturnier spielte er 1982 in Las Palmas und erreichte dort Platz 7. Beim Turnier in Nikšić 1983 belegte er hinter Garri Kasparow den zweiten Platz.
In den 1970er Jahren lebte Larsen in Las Palmas und nahm fünfmal an der spanischen Mannschaftsmeisterschaft teil; 1974 bis 1977 spielte er für die Mannschaft von CA Caja Insular de Ahorros, mit der er 1976 und 1977 spanischer Mannschaftsmeister wurde, 1978 für den Meister UD Las Palmas.
1980 lernte Larsen in Buenos Aires seine spätere Frau Laura, eine promovierte Juristin und Rechtsanwältin, kennen. Seitdem lebte er in Argentinien.
1988 ging er auch in die Geschichte des Computerschachs ein, indem er als erster Großmeister eine Partie unter Turnierbedingungen gegen einen Computer, Deep Thought, verlor.
Larsen galt als sehr origineller Spieler. Nach ihm benannt ist die Eröffnung 1. b3 (ECO-Code A01, Larsen-System). Neben seiner Autobiographie, die ins Deutsche, Englische, Französische, Russische und Spanische übersetzt wurde, veröffentlichte er mehrere Lehrbücher in dänischer Sprache. In der Schachzeitschrift Kaissiber schrieb er die regelmäßige Kolumne Ohne Krawatte, in der er Leserfragen beantwortete.
Larsens beste Elo-Zahl betrug 2660 in der ersten offiziellen Elo-Liste vom Juli 1971. Damit lag er auf dem vierten Rang der Weltrangliste. Seine beste historische Elo-Zahl vor Einführung der Elo-Zahlen lag bei 2755 im Februar 1971. Gemäß diesen Berechnungen lag er damals (wie auch in weiteren sieben Monaten der Jahre 1970 und 1971) auf Platz 3 der Weltrangliste.

## Denkwürdige Partien
|   | a | b | c | d | e | f | g | h |   |
| 8 |   |   |   |   |   |   |   |   | 8 |
| 7 |   |   |   |   |   |   |   |   | 7 |
| 6 |   |   |   |   |   |   |   |   | 6 |
| 5 |   |   |   |   |   |   |   |   | 5 |
| 4 |   |   |   |   |   |   |   |   | 4 |
| 3 |   |   |   |   |   |   |   |   | 3 |
| 2 |   |   |   |   |   |   |   |   | 2 |
| 1 |   |   |   |   |   |   |   |   | 1 |
|   | a | b | c | d | e | f | g | h |   |

Stellung nach 24. … Lg7. Weiß gewann mit 25. Dxg6
Eine seiner bekanntesten Gewinnpartien spielte Larsen gegen Tigran Petrosjan beim Piatigorsky-Cup in Los Angeles 1966, in der er gegen den amtierenden Weltmeister ein effektvolles Damenopfer anbringen konnte.
Larsen – Petrosjan 1:0
1. e4 c5 2. Sf3 Sc6 3. d4 cxd4 4. Sxd4 g6 (Beschleunigte Drachenvariante) 5. Le3 Lg7 6. c4 Sf6 7. Sc3 Sg4 8. Dxg4 Sxd4 9. Dd1 Se6 10. Dd2 (Inzwischen gilt 10. Tc1 als genauer. Dann muss durch Da5 11. b4 verhindert werden.) d6 11. Le2 Ld7 12. 0–0 0–0 13. Tad1 Lc6 14. Sd5 Te8 15. f4 Sc7 16. f5 Sa6 17. Lg4 Sc5 18. fxg6 hxg6 19. Df2 Tf8 20. e5 Lxe5 21. Dh4 Lxd5 22. Txd5 Se6 23. Tf3 Lf6 24. Dh6 Lg7 Diagramm 25. Dxg6 Sf4 26. Txf4 fxg6 27. Le6+ Tf7 28. Txf7 Kh8 29. Tg5 b5 30. Tg3 1:0
Sehr bekannt ist auch seine Verlustpartie Larsen – Spasski, Belgrad 1970.